# Tagespolitik
Unter Tagespolitik versteht man beschreibend alle politisch und kulturell wichtigen Ereignisse und Vorfälle eines Tages, beziehungsweise eines kürzeren Zeitraums und alle damit verbundenen momentan anstehenden Entscheidungen. Ereignisse der Tagespolitik sind in der Regel flüchtig, d. h., sie können am nächsten Tag oder in wenigen Tagen schon wieder unwichtig und vergessen sein.
Vielfach werden unter Tagespolitik Routine-Vorgänge zusammengefasst. Die Floskel zurück zur Tagespolitik beschreibt dementsprechend die Wiederaufnahme des Tagesgeschäfts.
Jenseits oder Abseits der Tagespolitik, betitelt dagegen besondere Themen und Entscheidungen.
Im negativen, evaluativen Kontext tritt der Begriff Tagespolitik als Vorwurf gegenüber Politikern und Parteien auf, wenn diese nach Sicht der Kritiker keine zukunftsorientierte oder werteorientierte Politik betreiben oder sich aus wichtigen Entscheidungen heraushalten.
Der Begriff findet auch in der Presselandschaft Verwendung. So führt z. B. der Stern Online eine Rubrik mit dem Namen Tagespolitik.